# Детство. В людях. Мои университеты
«Детство», «В людях» и «Мои университеты» — три автобиографических повести Максима Горького, написанные в 1913 — 1923 годах. Трилогия признана одним из самых значительных произведений Горького.
Трилогия не имеет авторского названия, используемые — «автобиографическая трилогия» и «Детство. В людях. Мои университеты». Некоторые иностранные издания были опубликованы под названием «Автобиография Максима Горького», хотя такое название не совсем верно.
Автор задумывал и четвёртую часть, «Среди интеллигенции», однако этот замысел лишь частично реализован в последнем романе Горького «Жизнь Клима Самгина».

## Сюжет

### Детство
Писатель вспоминает события 40-летней давности (~1873 год), как от холеры в Астрахани умирает его отец Максим Савватеич Пешков. Затем смерть настигает и его новорождённого брата, которого тоже звали Максимом. Алексей с матерью Варварой и бабушкой Акулиной плывёт на пароходе в Нижний Новгород, в семью своего деда Василия, который работает цеховым старшиной в красильной мастерской, где работники красят ткани сандалом, фуксином и купоросом. Кроме деда, в доме проживают взрослые дядья Алексея (Михайло и Яков) со своими семьями (двумя двоюродными братьями Александрами и тёткой Натальей), также в семье живёт 19-летний работящий, но вороватый «подкидыш» Иван Цыганок. «Дом деда был наполнен горячим туманом взаимной вражды всех со всеми». Алексей наблюдает ссору братьев Михаила и Якова. Взрослые дядья давно хотят раздела имущества, однако дед видит, что хозяева они никудышные, и потому не спешит отдавать им наследство. Тётка Наталья учит Алексея молитве Отче наш.
Дед Василий держит семью в строгости. Алексей удивляется обычаю телесного наказания внуков, так как отец его никогда не наказывал. Первым под руку деда попадается Сашка, сын Якова. Его наказывают за то, что тот подсунул раскалённый напёрсток мастеру Григорию, а потом посоветовал своему двоюродному брату Алексею покрасить белую скатерть в синий цвет. Досталось и Алексею, которого засекли «до потери сознания». В этот момент он разочаровывается в матери, которая, боясь отца, даёт его в обиду. После наказания дед желает примирения. Он дарит своему внуку яблоко и «ветку синего изюма». Позже Алексей узнаёт, что утихомирить деда пытался Цыганок, подставив руку под прут. Алексей привязывается к Цыганку. Тот вскоре погибает в результате несчастного случая. Ещё один друг Алексея постоялец Хорошее Дело учит, как победить соседского мальчишку в кулачном бою («Настоящая сила — в быстроте движения»).
В отличие от матери, бабушка всегда защищает внука, балует его и рассказывает диковинные истории. Однажды в семействе Кашириных случается пожар. Затем при родах умирает тетка Наталья. Дед начинает учить Алексея грамоте и читает с ним Псалтырь, попутно рассказывая о Бонапарте и пленных французах. Во время одной из ссор Михаил Каширин ломает руку своей матери. Алексей заболевает оспой, и его помещают на чердак, где он мучится от ночных кошмаров. Мать выходит замуж за Евгения Максимова и у Алексея появился «вотчим». Все вместе они перебираются в Сормово. Алексей идёт в школу, где получает прозвище «бубнового туза». Между ним и учителем возникла вражда. Алексей сыплет табак в ящик учителя и привязывает арбуз к двери. Репутацию Алексея спасает епископ Хрисанф, который отмечает у него хорошее знание Псалтыри. От нового мужа у матери Алексея рождается двое детей: Саша и Николай. Первый ребёнок вскоре умирает. Отчим начинает изменять Варваре, из-за чего вспыхивает ссора. Он бьёт жену, а Алексей, защищая свою мать, ранит обидчика ножом «с костяной ручкой» в бок. Алексей переезжает к деду и доучивается до третьего класса, однако в школе его зовут «нищебродом». Через некоторое время мать умирает. По наказу деда Алексей идёт «в люди».

## Действующие лица
- Дед Василий Васильевич Каширин — «небольшой сухонький старичок» с рыжей бородкой и зелёными глазами, цеховой старшина. Он носил штаны, атласный жилет и ситцевую рубаху. В молодости был бурлаком и тянул баржи от Рыбинска до Симбирска, от Саратова «досюдова», от Макарьева до Астрахани. В 1812 году ему было 12 лет, и он помнил пленных французов.
- Бабушка Акулина Ивановна — сутулая и полная, разменявшая «шестой десяток», любительница водки, нюхательного табака из табакерки и «диковинных историй о добрых разбойниках, о святых людях, о всяком зверье и нечистой силе». «Двигалась легко и ловко, точно большая кошка». В 14 лет была отдана замуж. 18 раз была беременна. Писатель о ней вспоминал: «Её бескорыстная любовь к миру обогатила меня, насытив крепкой силой для трудной жизни».
- Дядья «чёрный гладковолосый Михаил» и «светлый и кудрявый Яков». Они носили пиджаки, манишки и «шёлковые косынки на шеях». У обоих было по сыну Сашке. Яков любил играть на гитаре после чаепития с самоваром. Однако Яков жену свою «насмерть забил» и с тех пор всегда чувствовал свою вину после выпивки.
- Мать Варвара — дочь Василия Каширина, родившаяся в 1848 году. «Чистая, гладкая и большая, как лошадь»; «мощная и твёрдая». Вышла замуж без отцовского благословения.
- Максим Пешков — отец Алексея. В начале повести он умирает от холеры в Астрахани. По рассказам бабушки, отцом Максима был сосланный в Сибирь за жестокость офицер. В 16 лет Максим перебрался в Нижний Новгород, где работал столяром на пароходах Колчина. Охотился на волков. Братья жены едва не утопили его зимой в пруду. После этого случая Максим с женой и сыном уехал в Астрахань.
- Евгений Максимов — отчим Алексея, кассир по продаже билетов на вокзале. Он носил «парусиновый пиджак» и «белую фуражку».
- Тётка Наталья — «тихонькая» и «пугливая», жена Михаила Каширина.
- Надежда — «толстая тётка», «дочь трактирщика», вторая жена Якова Каширина и мачеха его сына Сашки.
- Иван Цыганок — «молодой широкоплечий подмастерье» 19 лет c «огромной кудрявой головой», «чёрной полоской молодых усов» и «раскосыми глазами». Подкидыш в семье деда. Он носил «плисовые штаны», сапоги и «жёлтую рубаху». Носил мышей за пазухой и кормил их сахаром. Любил ловить тараканов из печи, делал для них «нитяную упряжь», запрягал их в сани из бумаги и пускал по столу.
- Григорий Иванович — мастер, «плешивый, бородатый человек в тёмных очках».
- Хорошее Дело — «худощавый сутулый человек», «нахлебник» (постоялец) в очках и с чёрной бородой. Он носил «рыжую кожаную куртку» и «серые клетчатые штаны». Любил плавить свинец и паять медь. Его считали колдуном, «чернокнижником» и «фармазоном». (Гл. 8)

## Истории бабки Акулины
Диковинные истории бабушки были посвящены следующим персонажам:
1. Иван-царевич
2. Черти — чёрные, лохматые, «вроде котят, только на задних лапах», с рогатой головой и поросячьими хвостиками. Пропадали при словах «Да воскреснет Бог и расточатся врази его». (гл.4)
3. Хождение Богородицы по мукам
4. разбойница «князь-барыня» Марьюшка Енгалычева[5],
5. Алексий, человек Божий. (Гл. 6)
6. Марфа Посадница.
7. Мария Египетская
8. Мирон-отшельник, который прогневил воеводу Гордиона. (Гл. 8)
9. Иона пустынник, у которого мачеха утопила отца на Белоозере, после чего он судился «божьим судом» и ушёл на Керженец близ Китежа (Гл. 9)

## Критика, значение, художественные особенности
Современники приняли трилогию восторженно. Уже в 1915 году «Детство» было переведено на английский язык, остальные повести переводились в год выхода, в The Spectator вышла хвалебная  рецензия. 
Корней Чуковский, до этого часто резко отзывавшийся о Горьком, писал в статье «Утешеньишко людишкам»: 

Но в том-то и чудо, в том-то для нас и сюрприз, что эта страшная повесть о страшном — нисколько не страшная повесть, а, напротив, очень уютная, ласковая. От нее словно сияние идет, вся она воплощенное «радуйтесь», и хотя в ней столько проклятий и ран, это — самая веселая, мажорно-счастливая книга изо всех за десятки лет. Пускай в заплесневелых домишках коричнево-унылые люди уныло калечат друг друга, загаживая, растлевая, заплевывая и самих себя и других, Горький знает о них какой-то секрет, великолепную какую-то правду, и гладит их по голове... Не повесть, а прелестная церковка, где-нибудь на откосе, над Волгой — игрушечная, точно из пряников, узорчатая, разноцветная, вкусная!.. Горький еще никогда не писал такой воздушно-очаровательной повести. Это лучшее изо всего, что им создано... И как ловко, виртуозно она сделана: каждый эпизод драматизирован, доведен до высшей эффектности, — хоть сейчас в кинематограф, на экран! Энергическая, смачная живопись. Всю эту кучу людишек он лепит забавляясь, шутя, — четыре мазка, и готово! — мог бы лепить без конца, — кисть так сама и гуляет по огромному его полотну, а он еле поспевает за нею, и с аппетитом, с азартом следит, какая самоцветно-узорчатая выходит у него панорама... Какая-то машина для калечения прекрасных, богоподобных людей, — такою представляется Горькому жизнь. Но ничего, эта машина — не вечная, люди ее скоро сломают, и тогда их поэтичные души сделаются райски-блаженными.
<...>
Горький, первый из русских писателей, религиозно уверовал в труд. Только поэт-пролетарий, поэт-цеховой, сын драпировщика, внук бурлака мог внести в наши русские книги такую небывалую новую тему. До него лишь поэзия непротивления, неделания... была в наших книгах и душах. Он единственный восхищенно поет, как человечество — многомиллионной веселой артелью — перестраивает свое проклятое пекло в праздничный, ласковый рай! 
Чуковский в статье также пишет, что «утешение» — основная тема Горького, а Лука из «На дне» и другие «утешители» — двойники автора.
Виктор Шкловский после выхода «Моих университетов» писал, что бессюжетное повествование этой повести должно войти в основу новой советской литературы.
Дмитрий Святополк-Мирский также часто критиковавший Горького, очень положительно отозвался о трилогии и отметил ряд её особенностей: 

В этих произведениях Горький — реалист, великий реалист, наконец освободившийся от накипи романтики, тенденциозности и догмы. Он наконец-то стал объективным писателем. Автобиографическая серия Горького — самая странная автобиография в мире, потому что она рассказывает обо всех, кроме него самого. Его личность служит только поводом собрать вокруг нее замечательную портретную галерею. Самая замечательная черта этих книг Горького — их потрясающая зрительная убедительность. Горький приобрел удивительное зрение, дающее возможность читателю ярко видеть живые, как будто написанные маслом фигуры героев. <...> На иностранца, да и на русского читателя старшего поколения, серия неизбежно производит впечатление неизбывного мрака и пессимизма, но мы... не разделяем этого чувства. Горький не пессимист, а если бы и был пессимистом, то его пессимизм скорее связывался бы не с его изображением русской жизни, а с хаотичным состоянием его философских взглядов, которые ему не удалось поставить на службу оптимизму, как он ни старался. Автобиографическая серия Горького представляет мир уродливым, но не безнадежным...
В эпоху сталинизма Горький был объявлен «основателем соцреализма», и всё его творчество начиная с 1930-х годов стало рассматриваться именно в этом ключе. Автобиографическая трилогия также была объявлена соцреалистическим произведением, «историей идеологического становления революционера и его восхождения с социальных низов». Э. Эриксон считает, что хотя к «Детству» такая трактовка может быть применима, начиная со второй части («В людях») главный герой повестей или просто показан «перегруженным ужасающими впечатлениями жизни, которую он сам считает совершенно чужой и которую не может осмыслить» (А. Барратт говорит об этих эпизодах как о раскрывающих экзистенциальную проблематику трилогии), или уходит на второй план, а эпизоды становятся всё менее связаны и похожи на описание формирования революционера. В годы «оттепели» творчество Горького стало изучаться более объективно, и трилогия перестала рассматриваться как соцреалистическое произведение и была переведена в категорию «критического реализма» (хотя в том же ключе она рассмотрена в книге А. Овчаренко Socialist Realism And The Modern Literary Process, вышедшей для англоязычного читателя уже в 1978 году).

## Экранизации
- Детство Горького, (1938 г.)
- В людях, (1939 г.)
- Мои университеты, (1940 г.)

## Издания
- М. Горький. Полное собрание сочинений. Художественные произведения. Т. 15-16. — М.: Наука, 1972.